# Sławomir Oder

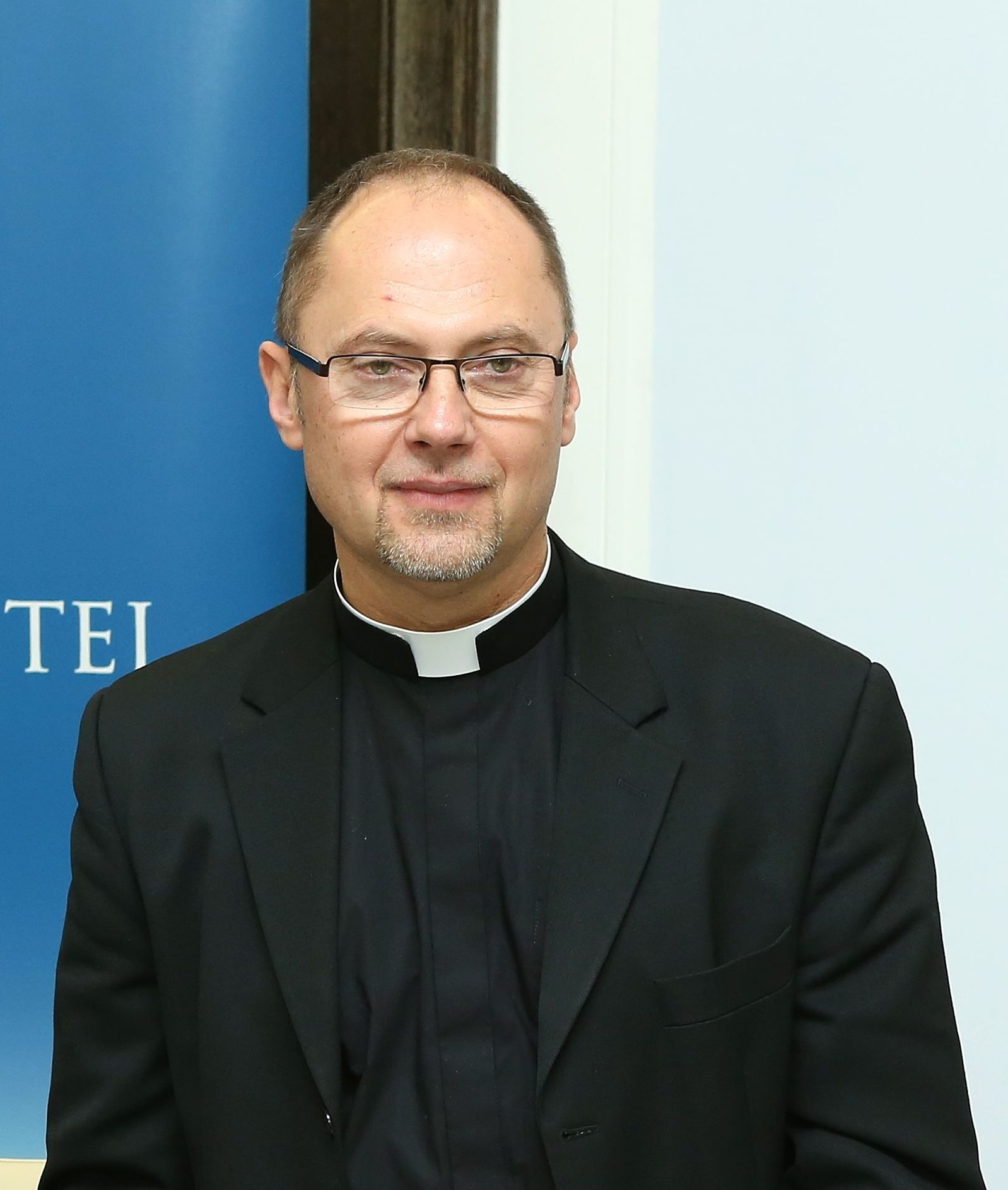
Sławomir Oder (2013)

Wappen von Sławomir Oder

Sławomir Oder (* 7. August 1960 in Chełmża) ist ein polnischer Geistlicher und römisch-katholischer Bischof von Gliwice.

## Leben
Sławomir Oder erwarb zunächst einen Abschluss in Wirtschaftswissenschaften an der Universität Danzig. Anschließend trat er in das Priesterseminar des Bistums Pelplin ein und studierte Philosophie. Das Theologiestudium absolvierte er in Rom als Seminarist des Päpstlichen Römischen Priesterseminars an der Päpstlichen Lateranuniversität. Am 14. Mai 1989 empfing er das Sakrament der Priesterweihe für das Bistum Pelplin.
Von 1989 bis 1993 absolvierte er an der Lateranuniversität ein Doktoratsstudium und wurde zum Doktor beider Rechte promoviert. Nach der Errichtung des Bistums Toruń wurde er 1992 in dessen Klerus inkardiniert. Von 1992 bis 1995 war er stellvertretender Leiter der Rechtsabteilung im Vikariat des Bistums Rom. Von 1995 bis 1998 war er Kanzler und von 2002 bis 2013 Präsident des Appellationsgerichts des Vikariats der Diözese Rom. Von 2005 bis 2014 war er Postulator des Selig- und Heiligsprechungsverfahrens für Papst Johannes Paul II. und von 2013 bis 2019 Offizial am Kirchengericht des Vikariats des Bistums Rom. Anschließend kehrte er in das Bistum Toruń zurück und war Verantwortlicher für die Fortbildung der Geistlichen sowie Richter am diözesanen Kirchengericht.
Papst Franziskus ernannte ihn am 28. Januar 2023 zum Bischof von Gliwice. Der scheidende Apostolische Nuntius in Polen, Erzbischof Salvatore Pennacchio, spendete ihm am 11. März desselben Jahres in der Kathedrale St. Peter und Paul die Bischofsweihe. Mitkonsekratoren waren der emeritierte Erzbischof von Krakau, Stanisław Kardinal Dziwisz, sein Amtsvorgänger Jan Kopiec, der Bischof von Toruń, Wiesław Śmigiel, und der emeritierte Erzbischof von Cagliari, Giuseppe Mani.

## Schriften
- Darum ist er heilig. Der wahre Johannes Paul II., erzählt aus der Sicht seines Postulators im Seligsprechungsprozess. Kißlegg 2014. ISBN 978-3-86357-076-7.